# Krk - od uvale Zaglav do Crikvenog rta
Krk - od uvale Zaglav do Crikvenog rta este o arie protejată (sit de importanță comunitară — SCI) din Croația întinsă pe o suprafață de 86,25 ha, integral marine.

## Localizare
Centrul sitului Krk - od uvale Zaglav do Crikvenog rta este situat la coordonatele 44°57′18″N 14°41′13″E / 44.955°N 14.687°E.

## Înființare
Situl Krk - od uvale Zaglav do Crikvenog rta a fost declarat sit de importanță comunitară în iulie 2013 pentru a proteja un număr necunoscut de specii din flora spontană și fauna sălbatică aflate în arealul zonei.

## Biodiversitate
Situată în ecoregiunea marină mediteraneană, aria protejată conține 2 habitate naturale: Straturi cu Posidonia (Posidonion oceanicae), Bancuri de nisip acoperite în permanență slab de apă marină.
La baza desemnării sitului se află un număr nedeclarat de specii protejate.